# Ernest Mancoba
Ernest Mancoba (* 29. August 1904 in Turffontein bei Johannesburg, Südafrika; † 25. Oktober 2002 in Paris, Frankreich) war ein südafrikanisch-französischer Maler und Bildhauer, der die meiste Zeit seines Lebens in Europa verbrachte.

## Leben und Werk

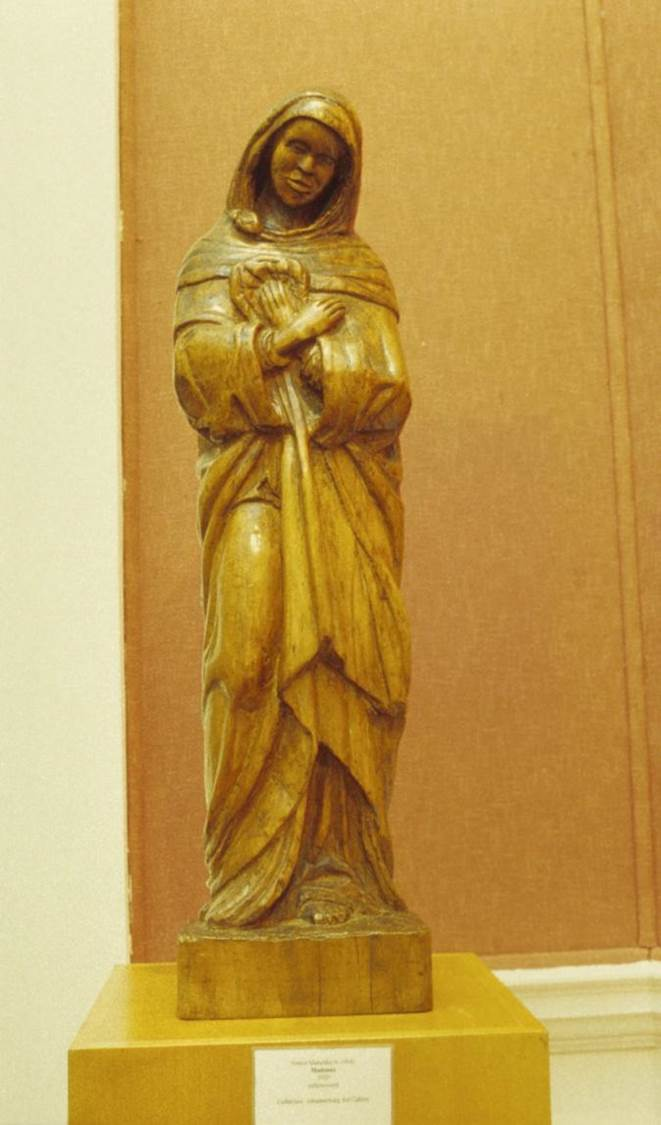
Mancoba African Madonna

Ernest Mancoba gehört zu den ersten modernen schwarzen Künstlern, die in Südafrika Erfolg hatten. 1925, während seines Studiums am Grace Dieu Diocesan Training College in Pietersburg, begann Mancoba mit der Holzschnitzerei. 1929 schuf er eine Schnitzerei mit dem Titel Bantu Madonna, ein Maria mit afrikanischen Gesichtszügen. Ab 1935 studierte Mancoba am South African Native College und schloss 1937 das Studium mit dem Bachelor über die Universität von Südafrika ab. Er war mit Gerard Sekoto und George Pemba befreundet. 1938 ermöglichte ihm ein Stipendium des Bantu Welfare Trust einen Aufenthalt an der École nationale supérieure des arts décoratifs in Paris. Nach der Besetzung Frankreichs durch die Deutschen wurde Mancoba 1940 in der Caserne des Suisses in Saint-Denis interniert und kam 1944 frei. 1942 heiratete er die dänische Künstlerin Sonja Ferlov. Das Paar hatte einen Sohn, Wonga Mancoba (1946–2015). 1947 zog Ernest Mancoba mit seiner Frau, die Mitglied der Künstlergruppe CoBrA war, nach Dänemark. 1952 ließ sich Mancoba mit seiner Familie in Paris nieder. 1961 wurde er französischer Staatsbürger.
2017 war Ernest Mancoba posthum Teilnehmer der documenta 14.